# Giải bóng đá ngoại hạng Iraq 1995-96
Giải bóng đá ngoại hạng Iraq 1995–96 là mùa giải thứ 22 của giải đấu kể từ khi thành lập năm 1974. Đội vô địch là Al-Zawraa với lần thứ 3 liên tiếp. Họ cũng có lần thứ 4 liên tiếp đoạt Cúp bóng đá Iraq, có nghĩa rằng đội bóng có 2 mùa liên tiếp đoạt cú đúp. Trong mùa giải này, luật chiến thắng với cách biệt 3 bàn trở lên được 4 điểm bị hủy bỏ; tất cả các trận thắng đều tính 3 điểm.

## Bảng xếp hạng
| Vị thứ | Đội bóng          | St | W  | D  | L  | BT | BB | HS  | Đ  | Giành quyền hoặc xuống hạng                                   |
| 1      | Al-Zawraa (C)     | 22 | 17 | 4  | 1  | 47 | 12 | +35 | 55 | Giải vô địch bóng đá các câu lạc bộ châu Á 1997–98            |
| 2      | Al-Najaf          | 22 | 10 | 8  | 4  | 21 | 12 | +9  | 38 |                                                               |
| 3      | Al-Shorta         | 22 | 11 | 4  | 7  | 27 | 17 | +10 | 37 | Cúp các câu lạc bộ đoạt cúp bóng đá quốc gia châu Á 1997–98 1 |
| 4      | Al-Ramadi         | 22 | 9  | 7  | 6  | 29 | 26 | +3  | 34 |                                                               |
| 5      | Al-Naft           | 22 | 8  | 8  | 6  | 29 | 23 | +6  | 32 |                                                               |
| 6      | Al-Talaba         | 22 | 8  | 7  | 7  | 34 | 30 | +4  | 31 |                                                               |
| 7      | Al-Karkh          | 22 | 6  | 10 | 6  | 21 | 26 | –5  | 28 |                                                               |
| 8      | Al-Quwa Al-Jawiya | 22 | 7  | 6  | 9  | 36 | 33 | +3  | 27 |                                                               |
| 9      | Al-Minaa          | 22 | 4  | 11 | 7  | 18 | 23 | –5  | 23 |                                                               |
| 10     | Samaraa           | 22 | 6  | 5  | 11 | 21 | 35 | –14 | 23 |                                                               |
| 11     | Al-Sinaa          | 22 | 3  | 5  | 14 | 21 | 39 | –18 | 14 |                                                               |
| 12     | Al-Jaish          | 22 | 2  | 7  | 13 | 10 | 38 | –28 | 13 | Xuống hạng Iraq Division 1                                    |

1 Al-Shorta giành quyền tham gia Cup Winners' Cup với tư cách á quân của Cúp bóng đá Iraq, đội vô địch là Al-Zawraa.

## Vua phá lưới
| Vị thứ | Cầu thủ      | Bàn thắng | Đội bóng          |
| ------ | ------------ | --------- | ----------------- |
| 1      | Hussam Fawzi | 11        | Al-Zawraa         |
| 1      | Ali Hassan   | 11        | Al-Karkh          |
| 3      | Ahmed Daham  | 9         | Al-Quwa Al-Jawiya |